# Дом иконы и живописи
Музей «Дом Иконы и Живописи имени С. П. Рябушинского» — ранее существовавший в Москве  частный музей, в собрании которого представлены более 2000 экспонатов произведений древней иконописи, средневековой западноевропейской живописи и энкаустики. С июня 2013 здание было закрыто на реконструкцию, сам музей вел культурно-просветительскую и научно-исследовательскую деятельность.

## История
Музей «Дом Иконы» был открыт 18 сентября 2009 года в особняке по адресу Спиридоновка, 4 по инициативе коллекционера Игоря Возякова. Основу музейной коллекции составило его обширное собрание картин и икон, среди которых выкупленные у неизвестного владельца предположительно за $20 млн и возвращённые из Голландии личные реликвии императора Николая II: хоругви с образами «Казанской Божьей Матери» и «Святого Благоверного Князя Александра Невского», созданные в начале XX века. Прежде иконы составляли убранство Феодоровского собора в Царском Селе, закрытого в 1930-е, после чего они, вероятно, были проданы за рубеж через всесоюзную организацию «Антиквариат».

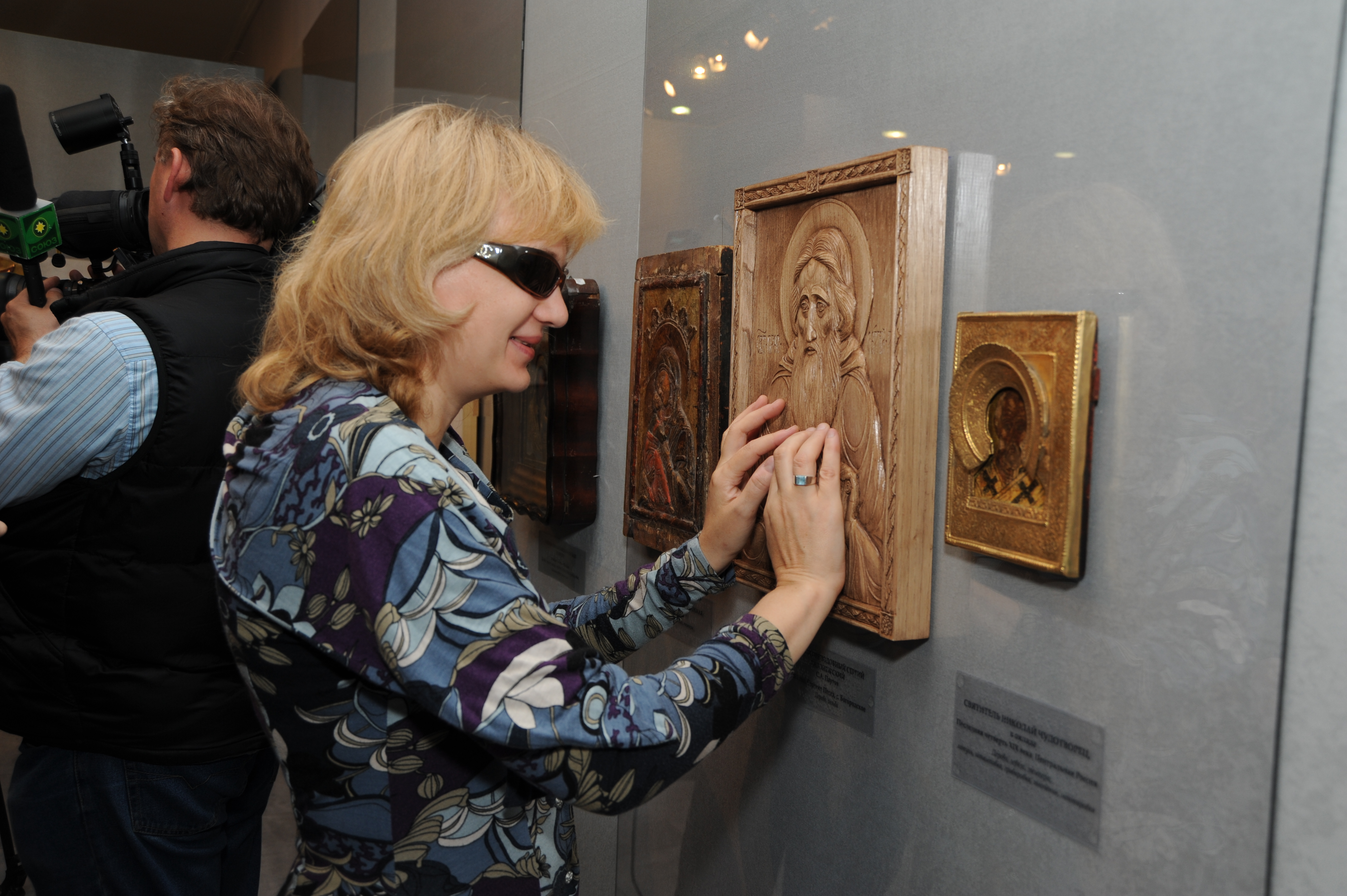
Тактильная экспозиция для незрячих и слабовидящих посетителей.

Первоначально музей носил название «Дом Иконы». Стал второй в России после Частного музея русской иконы Михаила Абрамова постоянно открытой для публики частной коллекцией икон. В 2012 году музей изменил имя на «Дом Иконы и Живописи имени С. П. Рябушинского». В одном из номеров журнала «Русская икона» за 1914 год сообщалось, что владелец особняка на Малой Никитской, предприниматель и меценат Степан Павлович Рябушинский планирует открыть в своем доме музей икон. Война и революция помешали Рябушинскому открыть музей — в 1917 году он эмигрировал в Италию, откуда уже не возвращался. Его коллекция икон была национализирована и разделена между государственными музеями. В 2012 году правнук Степана Рябушинского, Стефано Рыжов (Stefano Ryjoff), живущий в итальянской коммуне Муджо, дал согласие на использования имени прадеда в названии нового музея.
Затем музей намеревался переехать в новое здание, однако это не произошло.

## Коллекция
Собрание икон включает произведения XV — начала ХХ-го века. В коллекции представлены произведения различных иконописных центров России и известных художественных мастерских, подписные образы с именами мастеров. Среди произведений старых мастеров Италии, Испании и Фландрии искусствоведы выделяют несколько работ.
Образ «Святое семейство с младенцем Иоанном Крестителем», исполненный около 1516—1517 годов итальянским художником Себастьяно дель Пьомбо. Полотно «Мадонна с Младенцем» 1630-х годов художников Герарда Зегерса и Яна Брейгеля Младшего является повтором сюжета картины Рубенса и его мастерской.
Среди произведений XVII—XVIII столетий в коллекции преобладают иконы, созданные на территории Русского Севера — Обонежье, Каргополье, Поморье, бассейн Северной Двины (Великий Устюг, Архангельск).

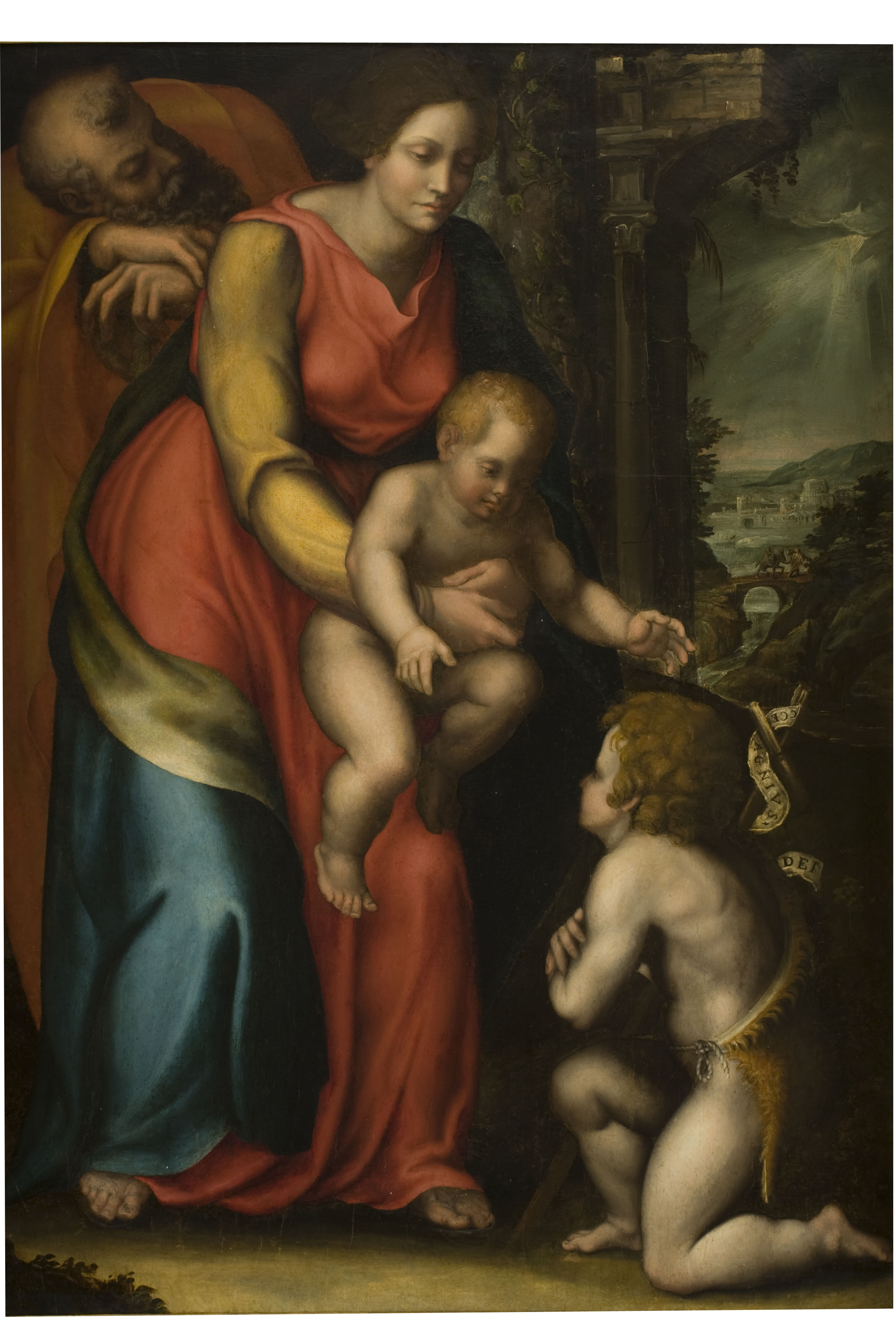
Картина «Святое семейство с младенцем Иоанном Крестителем». Около 1516—1517 года. Италия. Себастьяно дель Пьомбо.
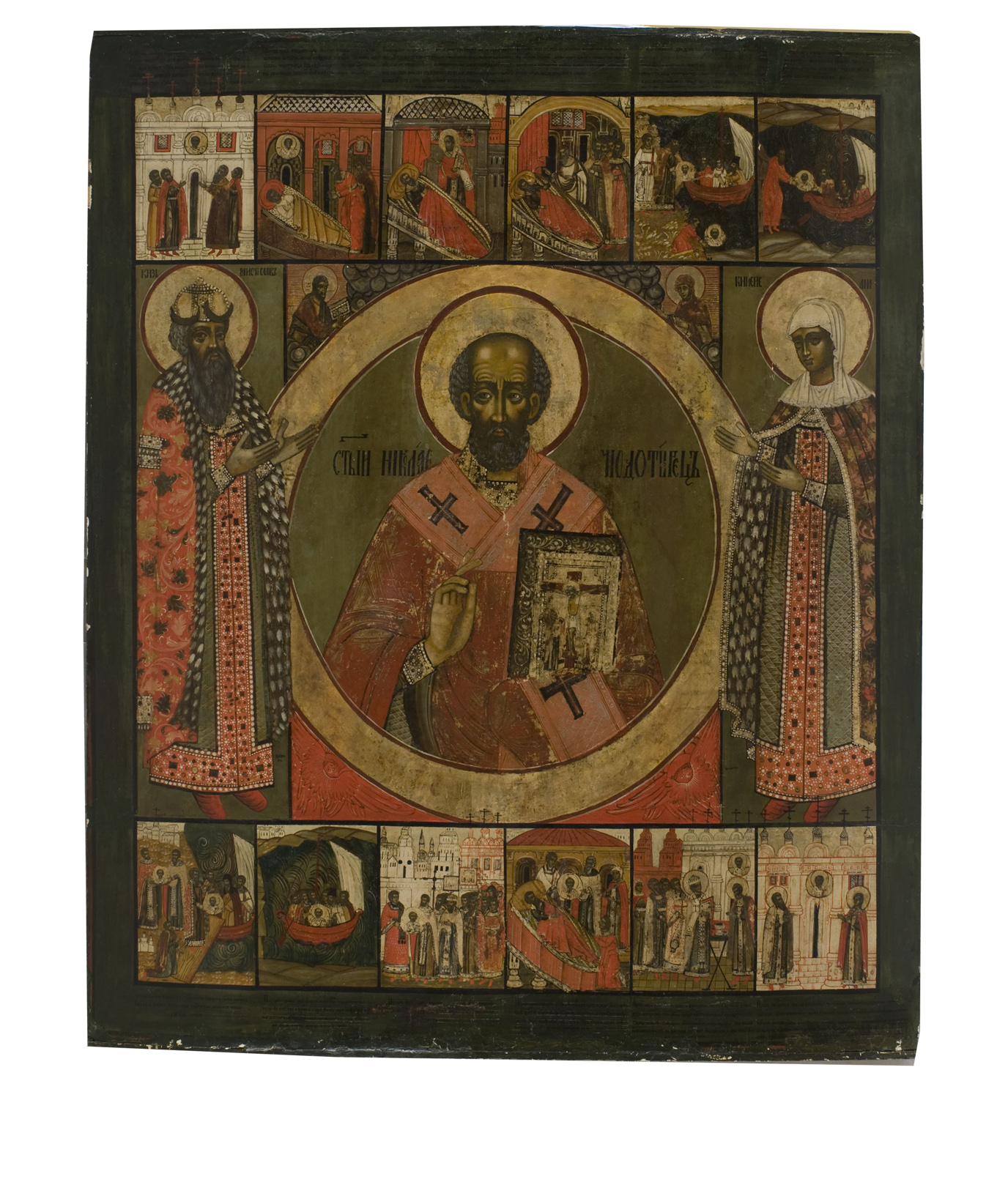
Икона «Святитель Николай Чудотворец (Дворищенский)». Первая треть XVIII века, Новгород.
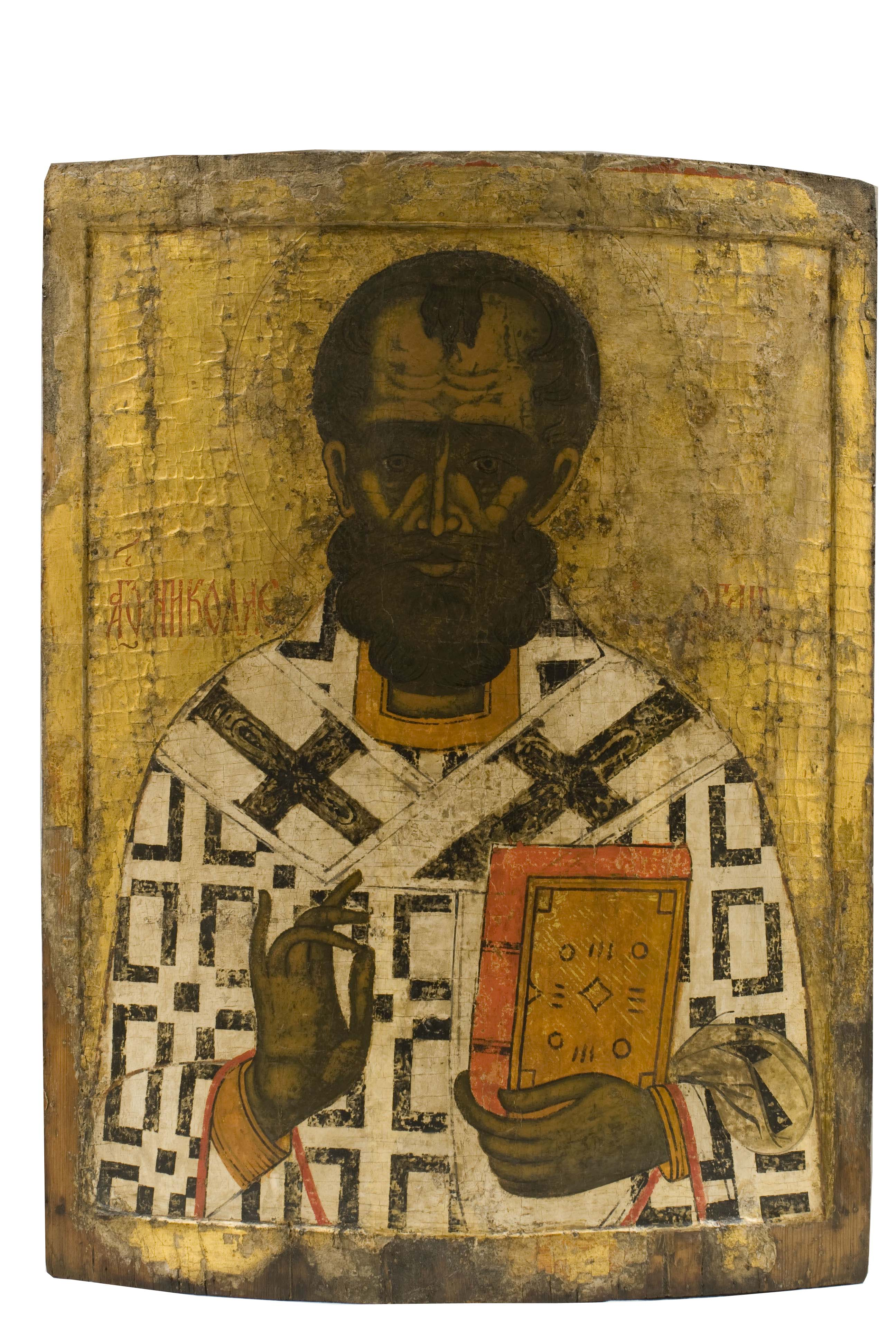
Икона «Святитель Николай Чудотворец». Конец XVI века, Вологда.
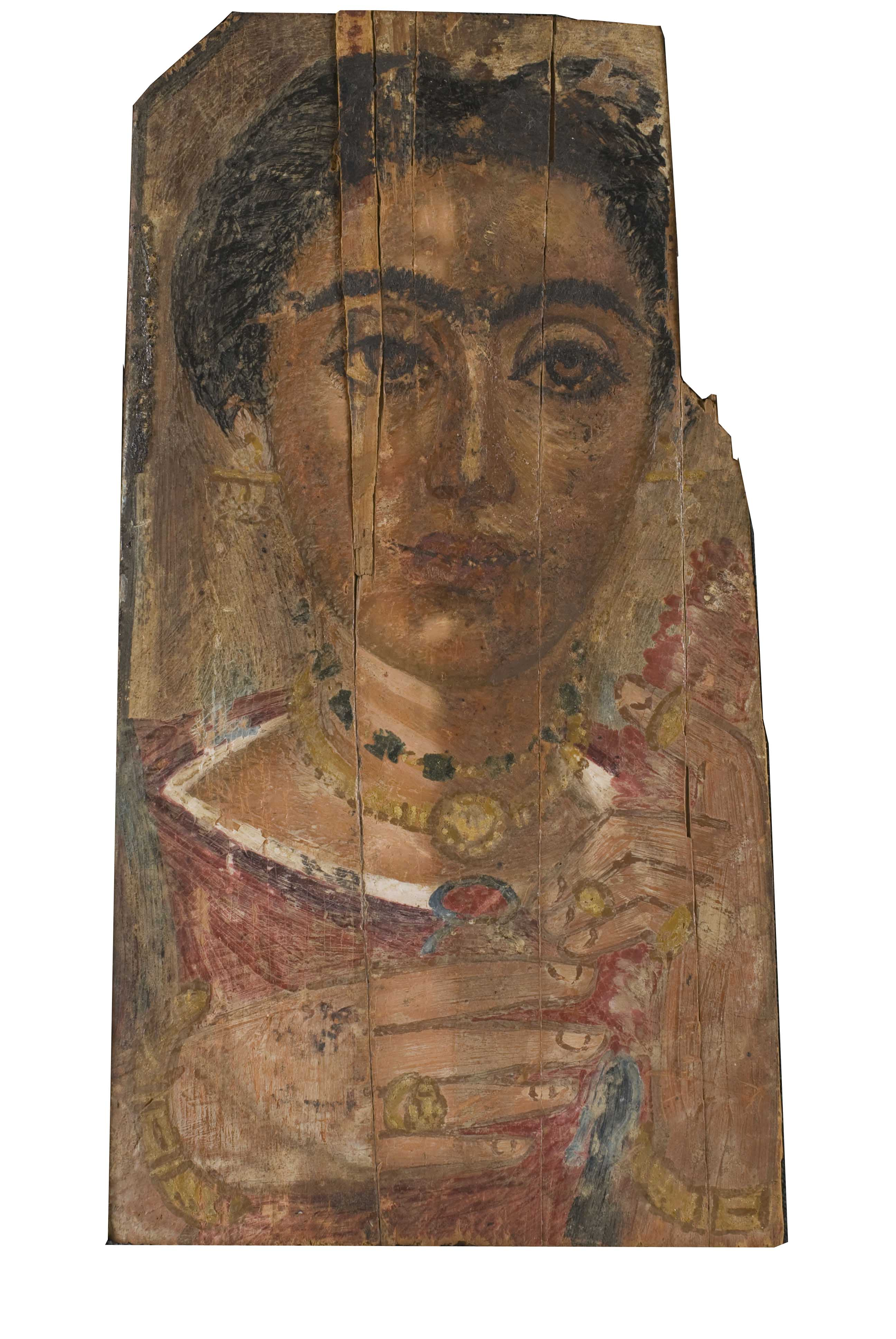
Фаюмский портрет неизвестной. Конец II — начало IV века.

Другая группа икон представляет живопись Поволжья, преимущественно ярославских и костромских земель. К искусству ведущих иконописных артелей, работавших в этом регионе в третьей четверти XVII века, примыкает образ «Святитель Иоанн Златоуст, с Троицей Новозаветной и 15 клеймами жития», включающий подробный житийный цикл от рождества до погребения святого.
Искусствоведы отмечают икону «Святитель Николай Чудотворец (Дворищенский), с предстоящими благоверными князьями Мстиславом и Анной Новгородскими и 12 клеймами Сказания» первой четверти XVIII века. Изображений со столь подробным циклом, иллюстрирующим Сказание об обретении чудотворной иконы — главной святыни Николо-Дворищенского собора в Новгороде, до сих пор не было известно.

## Проекты и выставки

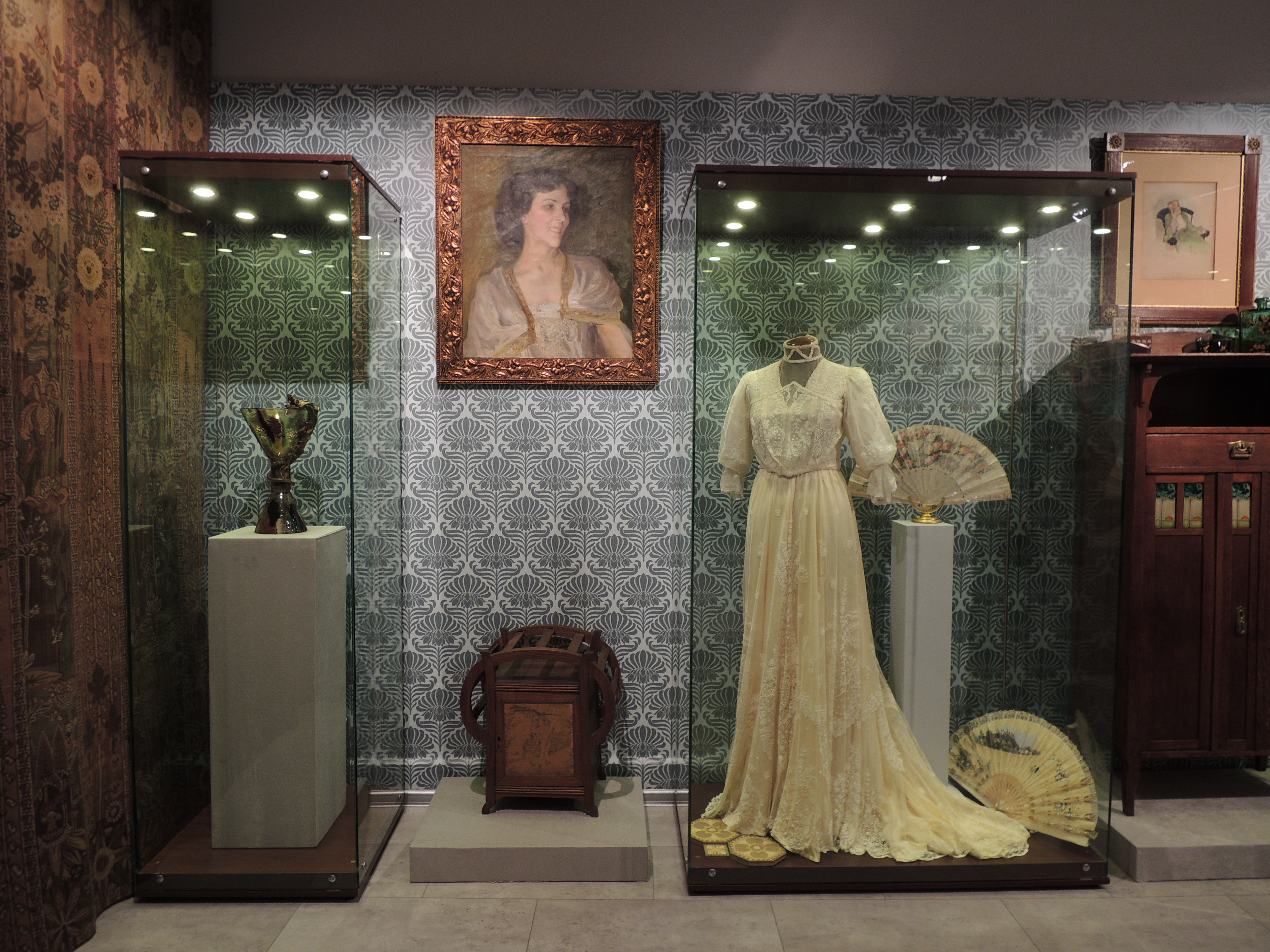
«Русский модерн»

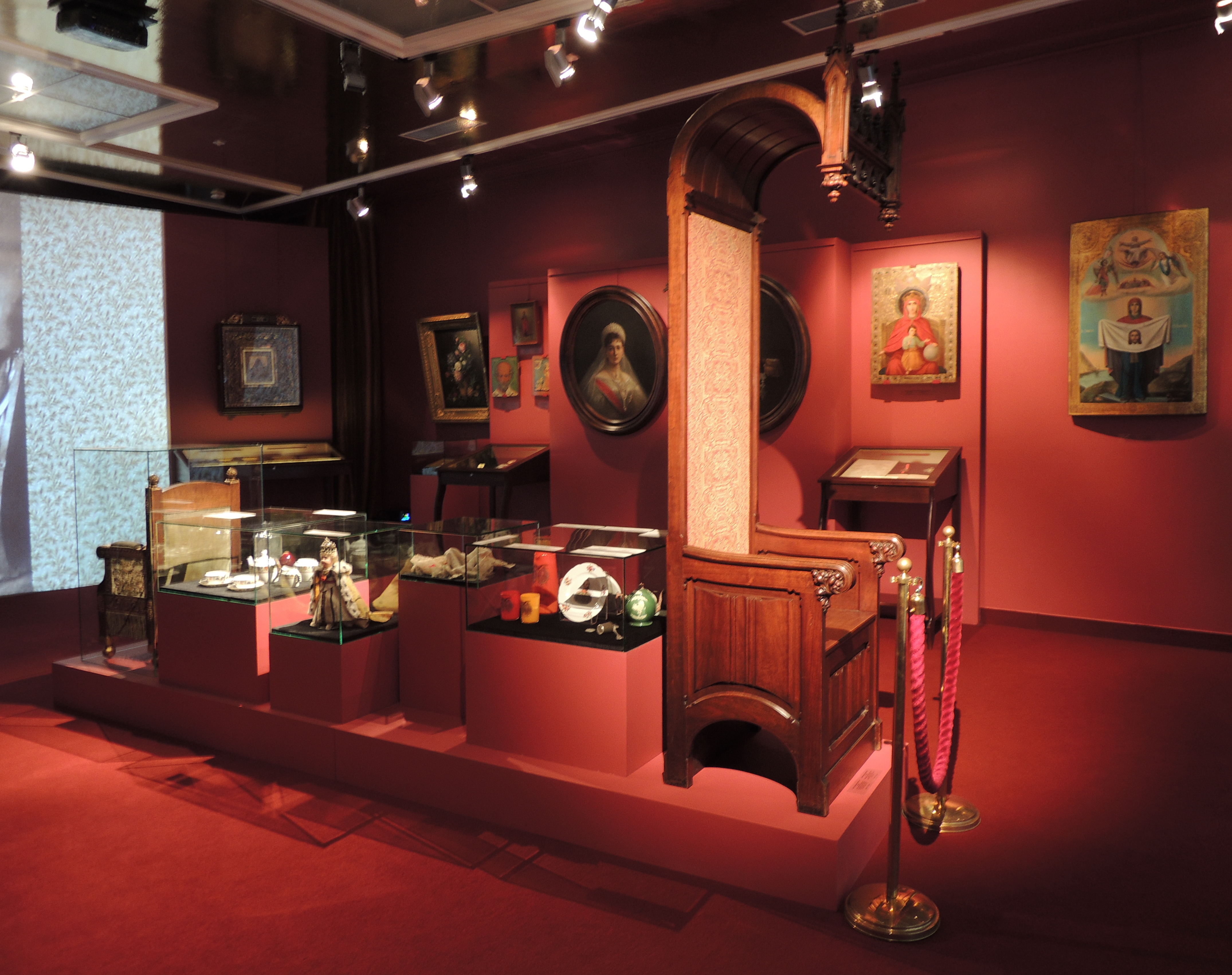
«Романовы. Падение династии»

Музей экспериментирует с необычными форматами: от вовлечения в выставочную деятельность известных актёров и общественных деятелей (выставка «Домовая икона звезд») до устроения экспозиций для незрячих и слабовидящих посетителей, когда все экспонаты, включая рельефную икону XVII века «Богоматерь Владимирская», посетители могли трогать руками, а материалы к экспонатам были продублированы шрифтом Брайля.
Музей устраивает тематические выставки, например, посвящённые семье Романовых, русскому модерну, подделкам иконописи и живописи, а также освещающие деятельность Антирелигиозной комиссии (АРК) в Советской России.
Большая часть проектов реализуется в стенах особняка на Спиридоновке, но трижды организовывались масштабные выездные выставки: в Белгородском художественном музее и дважды в Сербии.
- «Безбожники. А был ли Христос?» 28 октября — 08 ноября 2009 г. Выставка о деятельности Антирелигиозной комиссии (АРК) в Советской России собрала свидетельства антирелигиозной пропаганды в Советской России в 1920-е: изувеченные иконы, антирелигиозные листовки и плакаты, газеты «А был ли Христос?», журналы «Союза воинствующих безбожников» и другие экспонаты[21][22][23].
- «Домовая икона звезд». 16 — 23 декабря 2009 г. Известные актеры и общественные деятели предоставили на временную экспозицию наиболее дорогие им иконы. В выставке принимали участие: Э. С. Радзинский, В. В. Глаголева, Супруги Караченцовы: Н. П. Караченцов и Л. А. Поргина, А. Бабенко, Я. Поплавская и другие[10][11][12].
- «Забытые шедевры» 02 — 28 июня 2010 г. Фотовыставка разрушенных шедевров архитектуры русской провинции XVI—XIX веков[26][27].
- «Россия в лаковой миниатюре» 01 июля — 05 сентября 2010 г. Выставка шедевров лаковой миниатюры всех 4 российских школ — Палех, Холуй, Мстёра, Федоскино[28][29].
- «Спиридон Тримифунтский. Иконы — Византия, Греция, Афон из церковных, музейных и частных коллекций». 18 сентября г. — 25 декабря 2010 г. Экспонаты для участия в выставке предоставили: Церковно-археологический кабинет Московской Православной Духовной Академии, Храм «Большое Вознесение» у Никитских ворот, Данилов ставропигиальный мужской монастырь, крупнейшие российские коллекционеры[30].
- «Чудотворные образы Богоматери-покровительницы Земли Русской». 18 — 28 февраля 2011 г. Выездная выставка музея в Королевском дворце в Белграде по приглашению королевской семьи Сербии.
- Экспозиция для незрячих и слабовидящих посетителей. 18 сентября 2011 г. — 15 мая 2013 г. «Трогать руками разрешено». Музей впервые в России открыл постоянную тактильную экспозицию «Дорога к иконе» для незрячих и слабовидящих посетителей[13][14][15].
- «Наследие Преподобного Нила». 23 октября — 13 ноября 2011 г. Выставка святынь Ниловой пустыни и экспонатов из музея «Наследие Преподобного Нила»[31].
- Реставрация деревянной скульптуры Преподобного Нила Столобенского. Ноябрь 2011 года — июнь 2012 года. Под патронажем музея была проведена реставрация скульптуры Преподобного Нила Столобенского, XVIII век из Нило-Столобенской пустыни[32].
- «Шедевры подделки или Н. Х.». 18 апреля 2012 г. — 10 июня 2012 г. Сотрудники музея собрали картины и иконы, оказавшиеся качественно сфабрикованными подделками. В начале 90-х годов XX века картины были куплены с экспертизами, подтверждающими их подлинность и авторство известных художников конца XIX — начала XX веков: И. К. Айвазовского, Н. К. Рериха, Б. М. Кустодиева, К.А Коровина, А. П. Боголюбова, Л. Ф. Лагорио, Г. И. Семирадского. Через двадцать лет новые экспертизы показали, что полотна — поддельные. Многие были созданы в конце XX века[18][19][20].
- «Романовы. Падение Династии». 12 декабря 2012 г. — 15 мая 2013 г. Выставка, посвященная 400-летию династии Романовых. Большая часть предметов экспонировалась впервые. В экспозиции были представлены личные вещи членов Императорской семьи. Архивные документы, произведения поставщиков Императорского и великокняжеских дворов. Впервые выставлялись прижизненные портреты императора Николая II и императрицы Александры Федоровны, картина кисти Великой Княгини Елизаветы Фёдоровны Романовой, кресло Цесаревича Алексея, драгоценности из Зимнего дворца и другие редкие экспонаты[16].
- «Сила ВЕРЫ». 25 января г. — 20 февраля 2012 г. Выставка картин Марии Вишняк и православной скульптуры Александра Смирнова.
- «Русский модерн». 12 декабря 2012 г. — 15 мая 2013 г. Масштабная выставка произведений искусства эпохи русского модерна. В экспозиции были представлены: иконопись, живопись, изделия ювелирного искусства, скульптура, предметы интерьера и быта, костюм. Среди экспонатов были выставлены произведения В. Васнецова, М. Нестерова, М. Врубеля, В. Котарбинского и их последователей, ювелирные произведения мастерских-поставщиков Императорского двора[17].
- «От мерной иконы до Страшного Суда. Икона в жизни православного человека». 25 мая — 31 июля 2013 г. Сомбор, Сербия. Муниципальный городской музей. Музей предоставил для выставки 70 редких икон, датируемых от XVI до начала XX веков[25].
- «Русская икона XVII — начала XX веков» 10 сентября 2013 г. — 11 ноября 2013 г. Белгородский художественный музей. Выставка икон народного типа, созданных в мастерских сельских ремесленников различных регионов России до начала XX века. В выставке приняли участие 129 экспонатов из фондов музея[24].
- «От преподобного Сергия Радонежского до преподобного Серафима Саровского. Монастырские традиции в русском искусстве» 9 июля 2013 г. — 9 октября 2014 г. Две иконы из собрания музея представлены на выставке Центрального музея древнерусской культуры и искусства имени Андрея Рублева[33].
- «Лики России: от иконы к живописи» 25 января 2016 г. — 29 января 2016 г. Девятнадцать экспонатов из коллекции музея заняли центральное место  в экспозиции выставки  «Лики России» в Государственной Думе Российской Федерации[34].